# Mpika
Mpika – miasto w Zambii, w Prowincji Północnej. Według danych szacunkowych na rok 2010 liczy 31 089 mieszkańców.

## Transport
Przez miasto przebiega linia kolejowa Tazara, łącząca oceaniczny port Dar es Salaam z Zambijską siecią kolejową w Kapiri Mposhi.